# Hrabstwo Natrona
Hrabstwo Natrona (ang. Natrona County) – hrabstwo w stanie Wyoming w Stanach Zjednoczonych. Obszar całkowity hrabstwa obejmuje powierzchnię 5375,72 mil² (13 923,05 km²). Według szacunków United States Census Bureau w roku 2009 miało 74 508 mieszkańców. Jego siedzibą administracyjną jest Casper.
Hrabstwo powstało w 1888 roku. Jego nazwa pochodzi od złóż natronu.

## Miasta
- Bar Nunn
- Casper
- Edgerton
- Evansville
- Midwest
- Mills

## CDP
- Alcova
- Antelope Hills
- Bessemer Bend
- Brookhurst
- Casper Mountain
- Hartrandt
- Homa Hills
- Meadow Acres
- Mountain View
- Powder River
- Red Butte
- Vista West